# Kokubu Hiroko
Kokubu Hiroko (国府弘子; Hepburn: Hiroko Kokubu; Sibuja, 1959. augusztus 26. –) japán dzsesszzongorista, zeneszerző, műsorvezető. Fő műfaja ugyan a dzsessz, de dalaiban megtalálhatóak a klasszikus és a latin zene, a brazil zene vagy a blues elemei is.

## Pályafutása
1959. augusztus 26-án született a tokiói Sibujában. Középiskolai tanulmányát a Kanagava Prefektúrai Tama Középiskolában végezte, diplomáját a Kunitacsi Zeneiskola zongoraszakán szerezte. A diplomája megszerzése után New Yorkba költözött, ahol többek között Barry Harristől vett zongoraleckéket.
Bemutatkozó nagylemeze 1987. október 21-én jelent meg More Than You Know címmel a Victor Entertainment gondozásában. A kiadványt a GRP Records az Egyesült Államokban és Kanadában is megjelentette. 1993-ban Amano Kijocugu dzsesszgitárossal megalapították a Tengoku Project (天国プロジェクト; Hepburn: Mennyország projekt) formációt. Közösen két albumot, a Heavent és a Heaven and Beyondot készítettek el, de Kokubu a gitáros 1991-ben megjelent Azure című nagylemezén is zongorázott.

## Diszkográfia

### Stúdióalbumok
- More Than You Know (モア・ザン・ユー・ノウ; 1987. október 21.?)
- Globe Trotting (グローブ・トロッティング; 1988. november 21.?)
- Point of No Return (ポイント・オブ・ノー・リターン; 1990. január 21.?)
- Light and Color (ライト・アンド・カラー; 1991. május 21.?)
- Pure Heart (ピュア・ハート; 1995. augusztus 26.?) (XRCD)
- Heaven (ヘヴン; 1993. szeptember 22.?) (Amano Kijocuguval)
- Heaven and Beyond (ヘヴン・アンド・ビヨンド; 1995. szeptember 21.?) (Amano Kijocuguval)
- Bridge (ブリッジ; 1997. május 21.?)
- Diary (ダイアリー; 1998. október 7.?)
- Piano Letter (ピアノ・レター; 1999. november 20?)
- Piano Tapestry (ピアノ・タペストリー; 2001. május 23.?)
- Piano Anniversary (ピアノ・アニヴァーサリー; 2002. augusztus 26.?)
- Piano Voices (ピアノ・ヴォイセス; 2003. szeptember 21.?)
- Ora! (オラ!; 2007. október 11.?)
- Piano icsi-csó! (ピアノ一丁!; 2015. január 21.?)

### Válogatásalbumok
- Moments (1996 januárja)
- Welcome Home Best & More (ウェルカム・ホーム ベスト&モア; 2002. június 21.?)
- Winter Selection (ウィンター・セレクション; 2005. november 30.?)
- Summer Selection (サマー・セレクション; 2006. július 26.?)
- Autumn Selection (オータム・セレクション; 2007. október 11.?)
- Spring Selection (スプリング・セレクション; 2008. március 5.?)

### Kislemezek
- Szekai va Melody/Vaszurenai jo (世界はメロディー/忘れないよ; 1999. október 6.?)
- Flowers (ai ga jobi au toki) (Flowers 〜愛が呼びあうとき〜; 2000. július 2.?)
- Azzurro Fantasia (アズーロ・ファンタジア; 2000. március 23.?)

### Koncertfelvételek
- New York Uncovered (ニューヨーク・アンカヴァード; 2004. október 21.?) (XRCD)
- „Undercovered” Concert at Tokió Aojama enkei gekidzsó (“Uncovered”コンサート at 東京・青山円形劇場; 2005. november 30.?)

## Műsorvezetőként

### Rádió
- Jazz Tonight (ジャズ・トゥナイト?) (NHK-FM)

### Televízió
- Sumi jújú Kokubu Hiroko no kjó kara anata mo Jazz Pianist (NHK Educational TV)
- My júdzsin (M-dzsin) (TV Tokyo)